# Самозарядна снайперська система Remington
Remington Semi Automatic Sniper System (RSASS) самозарядна високоточна гвинтівка виробництва компанії Remington Arms.

## Конструкція
RSASS була розроблена компанією Remington за допомогою компанії JP Enterprises Company. Гвинтівка зроблена з компонентів JP, в тому числі розташований на лівому боці ствольної коробки руків'я заряджання та спусковий механізм, але продає і обслуговує зброю Remington. Remington пропонує гвинтівку R11 RSASS в комплекте, разом з оптичним прицілом Leupold, швидкознімним глушником, сошками Harris та чохлом для перенесення. Заявлена точність RSASS складає менше MOA, з ефективністю на відстані до 1000 метрів.
Гвинтівку створено на базі системи Стонера AR-10 перероблена під набій .308 калібру, з регульованою прямою подачею газу та замиканням поворотного затвора. Ствольна коробка виконана з відкидним руків'ям заряджання, розташованим з лівого боку, що сприяє зручнішій роботі в положенні лежачи і не здійснює зворотно-поступальний рух під час стрільби. Ствол зроблено з неіржавної сталі для максимальної точності і має пламегасник (коли не використовується глушник). Серед додаткових функції приклад Magpul та пласка кришка ствольної коробки з рейкою Пікатінні. Живлення гвинтівки відбувається з магазина SR-25 pattern .308/7.62 об'ємом на 19 або 20 набоїв.

## Використання
Основними користувача гвинтівки RSASS є правоохоронці та військові оскільки це марксманська/снайперська гвинтівка. Станом на січень 2013 року гвинтівка поставляється лише військовим/правоохоронцям.